# ويكيميدي العام
ويكيميديا العام (بالإنجليزية: The Wikimedian of the Year) هي جائزةٌ سنويةٌ تُكرم مُحرري ويكيبيديا وغيرهم من المساهمين في مشاريع ويكيميديا، حيث يُسلط الضوء على الإنجازات الرئيسية داخل حركة ويكيميديا. أسس المؤسس المشارك لويكيبيديا جيمي ويلز هذه الجائزة في أغسطس (آب) 2011. يختار جيمي ويلز الفائزين ويكرمهم في ويكيمانيا، وهو المؤتمر السنوي لمؤسسة ويكيميديا- باستثناء عام 2020، حيث أُعلن عن الفائز في اجتماعٍ عبر الإنترنت بسبب جائحة فيروس كورونا (جائحة كوفيد-19). كانت الجائزة بين عامي 2011-2017 تُسمى ويكيبيدي العام.
مُنحت الجائزة لأول مرة في عام 2011 إلى راوان كينزيخانولي لمجهوده في ويكيبيديا الكازاخية. مُنحت في العام التالي إلى محررٍ يُعرف باسم "Demmy"؛ وذلك لإنشائه بوتًا ترجم 15000 مقالة قصيرة باللغة الإنجليزية إلى اليوربا، وهي لغةٌ يُتحدث بها في نيجيريا. في عام 2013، كان مُستلم الجائزة هو ريمي ماتيس من ويكيميديا فرنسا وويكيبيديا الفرنسية. أما في عام 2014، فمُنحت للصحفي الأوكراني إيهور كوستينكو، وكان قد مُنح الجائزة بعد وفاته، حيث كان له دورٌ مهم في تعزيز نشاط ويكيبيديا الأوكرانية عبر مواقع التواصل الاجتماعي. كان مُستلم الجائزة مجهولًا في عام 2015. قُدمت الجائزة بالتشارك لأول مرة في عام 2016، حيث حصل عليها كل من إميلي تيمبل-وود وروزي ستيفنسون-جودنايت؛ لجهودهما في مكافحة التحرش داخل ويكيبيديا، بالإضافة إلى زيادة التغطية النسوية. من بين الحاصلين على الجائزة الآخرين: فيليكس نارتي، فرهاد فاتكولين، آمنة الميزوني.
بالإضافة إلى الجائزة الرئيسية، كانت سوزانا مرتشيان وساتديب جيل أول من حصل على ذكرٍ شرفي في عام 2015. ومنذ ذلك الحين، مُنحت عدة مرات.

## متلقو الجائزة
| العام | صورة                                                   | الفائز                | المشروع الأساسي                | السبب | المرجع                     |
| ----- | ------------------------------------------------------ | --------------------- | ------------------------------ | --- | -------------------------- |
| 2011  | A man with a dotted shirt and small hair and smiling.  | روان كينزيخانولي      | ويكيبيديا الكازاخية            | كينزيخانولي كُرّم لتوظيفه مجتمع مستقر لتحسين ويكيبيديا الكازاخستانية، والتي زادت في العام من 4 إلى أكثر من 200 محرر نشط، ومن 7000 إلى 130.000 مقال. انتقد زملاء ويكيبيديا ويلز بسبب علاقات كينزيخانولي بحكومة كازاخستان. | [ 2 ] [ 3 ]                |
| 2012  | —                                                      | "Demmy"               | ويكيبيديا يوربا                | أنشأ Demmy بوتًا لترجمة 15000 مقالة إنجليزية قصيرة إلى اليوربية، وهي إحدى لغات نيجيريا. | [ 2 ]                      |
| 2013  | A man with short hair in a black coat wearing glasses. | ريمي ماتيس            | ويكيبيديا الفرنسية             | حصل عليها لدوره في قضية محطة الراديو العسكرية في بيير-سور-أوت | [ 4 ] [ 5 ]                |
| 2014  |                                                        | إيهور كوستينكو        | ويكيبيديا الأوكرانية           | كوستينكو، ناشط في الميدان الأوروبي، كان محررًا على ويكيبيديا الأوكرانية وقام بترويجها بنشاط على مواقع التواصل الاجتماعي. قُتل خلال احتجاجات 20 فبراير 2014 وحصل على الجائزة بعد وفاته. | [ 6 ] [ 7 ]                |
| 2015  | –                                                      | لم يُكشف عنه           |                                | ذكر جيمي ويلز محررًا مجهولًا، وتأمل يومًا ذكر الاسم دون تعرض الشخص للخطر. | [ 8 ]                      |
| 2016  | A woman wearing aquamarine top and smiling.            | إميلي تيمبل-وود       | ويكيبيديا الإنجليزية           | أول المتلقين المشتركين لجهودهم لمكافحة التحرش على ويكيبيديا وزيادة تغطيتها للنساء البارزات. قامت تيمبل-وود بإنشاء ما يقرب من 400 مقالة وتحسين المئات الأخرى، والكثير منها يدور حول المرأة في العلوم وLGBT وصحة المرأة. قامت ستيفنسون-جودنايت بتحسين أكثر من 3000 مقال، وشارك في إنشاء مساحة للترحيب بالمساهمين الجدد في الموقع، وشارك في تأسيس مشاريع التوعية النسائية، بما في ذلك "مجموعة مستخدمي ويكي المرأة" و "مشروع ويكي المرأة" وحملة "مرأة بالأحمر". | [ 9 ] [ 10 ] [ 11 ] [ 12 ] |
| 2016  |                                                        | روزي ستيفنسون-جودنايت | ويكيبيديا الإنجليزية           | أول المتلقين المشتركين لجهودهم لمكافحة التحرش على ويكيبيديا وزيادة تغطيتها للنساء البارزات. قامت تيمبل-وود بإنشاء ما يقرب من 400 مقالة وتحسين المئات الأخرى، والكثير منها يدور حول المرأة في العلوم وLGBT وصحة المرأة. قامت ستيفنسون-جودنايت بتحسين أكثر من 3000 مقال، وشارك في إنشاء مساحة للترحيب بالمساهمين الجدد في الموقع، وشارك في تأسيس مشاريع التوعية النسائية، بما في ذلك "مجموعة مستخدمي ويكي المرأة" و "مشروع ويكي المرأة" وحملة "مرأة بالأحمر". | [ 9 ] [ 10 ] [ 11 ] [ 12 ] |
| 2017  |                                                        | فيليكس نارتي          | ويكيبيديا الإنجليزية           | يضيف نارتي محتوى عن وطنه غانا، ويقود العديد من المبادرات لتعزيز أهمية تحرير ويكيبيديا. في تفانيه، ذكر ويلز أن نارتي لعب دورًا رائدًا في تنظيم المؤتمر الثاني لويكي أندابا 2017 في أكرا، غانا وكان حاسمًا في بناء المجتمعات المحلية في إفريقيا. | [ 13 ]                     |
| 2018  |                                                        | فرهاد فاتكولين        | ويكيبيديا التترية              | فرهاد هو منظّم مجتمعي بين مجتمعات ذو اللغة الأقلية بروسيا، لغته الأم هي اللغة التترية. كما يجيد اللغة الإنجليزية، مما ساعد على إقامة جسر بين تلك المجتمعات والحركة الواسعة بعد سنوات من العزلة. | [ 14 ]                     |
| 2019  |                                                        | آمنة الميزوني         | ويكيبيديا العربية              | تم تكريمها في مؤتمر ويكيمانيا في ستوكهولم بصفتها "ويكيميدي العام" 2019 نتيجة لدور الفعال الذي لعبته في تطوير المجتمعات العربية والإفريقية وكذلك في نجاحها في الترويج لتاريخ وثقافة تونس. | [ 15 ]                     |
| 2020  |                                                        | سانديستر تاي          | ويكيبيديا الإنجليزية           | ساهمت تاي بشكلٍ نشط في مقالات ويكيبيديا حول جائحة فيروس كورونا في غانا. | [ 1 ]                      |
| 2021  |                                                        | علاء نجار             | ويكيبيديا العربية              | كُرِّم في مؤتمر ويكيمانيا 2021، الذي أقيم افتراضيًا لأعماله في ويكيبيديا العربية وعمله لتطوير المشاريع الطبية خاصة مشروع كوفيد-19. | [ 16 ]                     |
| 2022  |                                                        | أولغا باريديس         | ويكيبيديا الإسبانية            | كُرِّمت في مؤتمر ويكيمانيا الافتراضي 2022 لدورها القيادي في عدَّة مُجتمعات ويكيبيديَّة، إضافةً إلى تشجيع الناس، خاصَّةً النساء، على تنمية حركة ويكيميديا. | [ 17 ]                     |
| 2023  |                                                        | توفيق روسمان          | ويكي بيانات، ويكاموس الماليزية | كُرِّم توفيق في مؤتمر ويكيمانيا 2023 في سنغافورة لمساهماته الهائلة في ويكاموس الماليزية وللمساعدة المقدمة في تعزيز مجتمع إيجابي لمحرري ويكيميديا الماليزيين. | [ 18 ]                     |
| 2024  |                                                        | هانا كلوفر            | ويكيبيديا الإنجليزية           | جمعت كلوفر قصص أكثر من 200 محرر من خلال مشروعها «تأملات المحررين». كما دافعت عن المحررين الجدد وأولئك الذين يُحررون باستخدام الهواتف الذكية. كانت أصغر من نال الجائزة حتى تلك السنة. | [ 19 ] [ 20 ]              |
| 2025  |                                                        | روبرت سيم             | ويكيبيديا الإنجليزية           | يركز سيم على تحسين المحتوى المتعلق بسنغافورة على ويكيبيديا وساعد في إطلاق مجموعة مستخدمي ويكيميديا في سنغافورة عام 2023. وفي نفس العام، ساعد أيضاً في تنسيق ويكيمانيا 2023 في سنغافورة. | [ 21 ]                     |

## ذِكر شرفي
| العام | صورة | الفائز          | المشروع الأساسي                              | السبب | مرجع                 |
| ----- | ---- | --------------- | -------------------------------------------- | --- | -------------------- |
| 2015  |      | سوزانا مرتشيان  | ويكيبيديا الأرمنية                           | لأنشطتها خارج ويكي بما في ذلك حملة تحرير ومخيم للشباب. | [ 22 ]               |
| 2015  |      | ساتديب غيل      | ويكيبيديا البنجابية ‏                         | جهود جيل لتشجيع الناس في جامعته على تحرير ويكيبيديا البنجابي جعله أسرع ويكيبيديا هندية نموًا في ذلك العام. | [ 8 ]                |
| 2016  |      | ماردتنها        | ويكيبيديا الفارسية                           | أضاف اللغة الفارسية - في "مكتبة ويكيبيديا". | [ 23 ]               |
| 2016  |      | فاسيا أتاناسوفا | ويكيبيديا البلغارية                          | أنشأت مسابقة "# 100wikidays"، والتي تتحدى المحررين فيها لإنشاء مقالة ويكيبيدية يوميًا لمائة يوم. | [ 23 ]               |
| 2017  | –    | دييغو جوميز     | –                                            | طالب كولومبي حوكم بسبب انتهاك حقوق النشر بعد مشاركة ورقة أكاديمية عبر الإنترنت. وتمت تبرئته فيما بعد. | [ 24 ] [ 25 ]        |
| 2018  |      | ناهد سلطان      | ويكيبيديا البنغالية                          | ناهد له دور فعال في نجاح ويكيميديا بنغلادش، فصل يزدهر في ظل ظروف صعبة، مثل التشريع الذي يجعل الحصول على التمويل شبه مستحيل. كما أنه يخدم المجتمع العالمي كعضو مضيف وعضو OTRS وشارك في إدارة العديد من حسابات وسائل التواصل الاجتماعي لحركة ويكيميديا (مثل فيسبوك ويكيميديا كومنز). | [ 26 ] [ 27 ]        |
| 2018  |      | جيس واد         | ويكيبيديا الإنجليزية                         | بذلت جهدًا لمدة عام كامل لوضع العلماء والمهندسين الممثلين تمثيلًا ناقصًا على ويكيبيديا. | [ 28 ] [ 29 ] [ 30 ] |
| 2021  |      | نيثا حسين       | ويكيبيديا الإنجليزية وويكيبيديا الماليالامية | لجهدها في المحتوى الطبي في مشاريع ويكيميديا، وتركيز جهدها خلال العامي 2020-21 لتغطية موضوع كوفيد 19 بالإضافة لبدئها مشروع Vaccine Safety Project للتوعية بالأخبار المضللة حول لقاحات فيروس كورونا -19.                                                                             | [ 31 ]               |
| 2021  |      | كارمن ألكزار    | ويكيبيديا الإسبانية                          | لأعمالها في تقليل الفجوة بين الجنسين في نطاق ويكيبيديا الاسبانية، حيث عملت على تقليلها بنسبة 7% خلال السنوات الخمس الأخيرة. | [ 32 ]               |
| 2022  |      | آنا توريس       | ويكيبيديا الإسبانية                          | توريس هي المديرة التنفيذية لويكيميديا الأرجنتين. ذُكرت ذكرًا شرفيًّا لجهودها في إنشاء شبكة دعم دولية لتنمية وبناء القدرات للمجتمعات عبر أمريكا اللاتينية، إضافةً إلى مساهماتها في عمليات حركة ويكيميديا، مثل استراتيجية حركة ويكيميديا 2030.                                            | [ 17 ]               |
| 2023  |      | أنطون بروتسوك   | ويكيبيديا الأوكرانية                         | بروتسيوك هو منسق البرامج في ويكيميديا أوكرانيا. | [ 18 ]               |
| 2024  |      | غو يُن آي        | ويكيبيديا الكورية                            | غو هي مديرة ويكيميديا كوريا، وقد ساهمت في تأسيسها. | [ 19 ]               |

## الوافد الجديد لهذا العام
قُدمت "جائزة الوافد الجديد لهذا العام" لأول مرة سنة 2021.
| العام | صورة | الفائز                       | المشروع الرئيسي      | السبب | مرجع   |
| ----- | ---- | ---------------------------- | -------------------- | --- | ------ |
| 2021  |      | كارما سيتراواتي              | ويكي بوستاكا         | | [ 33 ] |
| 2022  |      | نكيم أوسويغوي                |                      | افتتحت حسابها سنة 2019، ومنذ ذلك الحين ساعدت على بدء شراكة بين مؤسسة ويكيميديا وجمعيات ومؤسسات المكتبات والمعلومات الإفريقية سنة 2020، والعمل مع شبكة من المحررين لإنشاء أكثر من 27000 تعديل. | [ 17 ] |
| 2023  |      | يوجين أورماندي               |                      | أنشأ أورماندي مجموعتين لمستخدمي ويكيميديا: مجتمع ويكيبيديا الطلابي في جامعة واسيدا بطوكيو ونادي تومون ويكيبيديان باليابان. وهو أول حائز على الجائزة من اليابان.                               | [ 18 ] |
| 2024  |      | المُجتمع الويكيبيدي الواييوني | ويكيبيديا الواييونية | الواييون هم السكان الأصليين لشبه جزيرة غواخيرا في كولومبيا وفنزويلا. ساعد ليوناردي فرنانديز في إنشاء مجموعة مستخدمي ويكيبيديا باللغة الواييونية.                                              | [ 19 ] |

## جائزة ويكيميديا (تكريم العشرين عامًا سابقاً)
قُدمت جائزة تكريم العشرين عامًا لأول مرة سنة 2021. وفي عام 2022، غُيّر اسم الجائزة إلى جائزة ويكيميديا.
| العام | صورة | الفائز           | المشروع الرئيسي              | السبب | مرجع   |
| ----- | ---- | ---------------- | ---------------------------- | --- | ------ |
| 2021  |      | لودفيك غلاوف     | ويكي تهوى المعالم            | يُعد مساهمًا كثيف المشاركة، ومرشدًا للعديد من الويكيمييدين، ومتطوع في العديد من المجموعات والجهود المجتمعية. وهو أحد رواد ويكي تهوى المعالم، وهي مسابقة ويكيبيدية سنوية للتصوير حول التراث الثقافي، حيث قاد هذا المشروع لعقدٍ من الزمان.                   | [ 36 ] |
| 2022  |      | أندرو لي         |                              | خبيرٌ ويكيبيدي ذائع الصيت عالميًا، وهو أيضًا مؤلف وأستاذ جامعي وناشط في مشرروع جلام، ومساهم منذ فترة طويلة في ويكيميديا. ألهم عمله الأفراد والجماعات في حركة ويكيميديا، خاصةً في أمريكا الشمالية وفي آسيا الشرقيَّة والجنوبية الشرقيَّة وإقليم المُحيط الهادئ.  | [ 17 ] |
| 2022  |      | ديرور لين        | ويكيبيديا العبرية، ويكيمانيا | مُساهم غزير الإنتاج سجَّل حسابه منذ تأسيس ويكيبيديا. حيث كتب أكثر من 2% من مجمل مُحتوى ويكيبيديا العبرية، وشارك في العديد من تحديات 100 يوم ويكيبيدي، خاصة في ويكيبيديا العبرية، وساهم برفع آلاف الصور. كان أيضًا منظمًا رئيسيًا للعديد من مؤتمرات ويكيمانيا. | [ 17 ] |
| 2023  |      | سيوبهان ليتشمان  | مشروع ويكي نيوزيلندا         | حسَّنت ليتشمان المحتوى الخاص بالتنوع الأحيائي في نيوزيلندا والنساء البارزات على ويكيبيديا وويكي بيانات وويكيميديا كومنز. | [ 18 ] |
| 2024  |      | مارتن (DerHexer) |                              | أقدم مضيف ويكيميدي حتَّى هذا التاريخ، إذ أصبح مضيفًا سنة 2007؛ كما كان إداريًّا في ويكيبيديا الإنجليزية وميتا ويكي وويكيميديا كومنز. | [ 19 ] |

## أفضل مساهم تقني لهذا العام (المبتكر التقني سابقاً)
قُدمت جائزة المبتكر التقني لأول مرة سنة 2021. أُعيدت تسميتها لأفضل مساهم تقني لهذا العام سنة 2022.
| العام | صورة | الفائز       | المشروع الرئيسي                           | السبب | مرجع   |
| ----- | ---- | ------------ | ----------------------------------------- | --- | ------ |
| 2021  |      | جاي براكاش   | تطوير ودعم تكنولوجيا المعلومات والبرمجيات | | [ 37 ] |
| 2022  |      | تافي فانانن  |                                           | أحد المُساهمين الرئيسيين في تطوير خدمات سحابة ويكيميديا (بالإنجليزية: Wikimedia Cloud Services)، وهي أجزاء أساسية من البنية التحتية التي تتيح لأفراد المجتمع استضافة برامج البوت والأدوات والمشاريع الأخرى المتعلقة بويكيميديا. كما ساعد في الحفاظ على امتداد «CentralAuth MediaWiki»، الذي يسمح للمستخدمين باستعمال حساب واحد على جميع مواقع ويكيميديا العامة. | [ 17 ] |
| 2023  | —    | زابي         |                                           | كرّم «Zabe» "لمساعدته في عمليات النشر وإصلاح الأخطاء والحوادث بشكل عام، وعلى وجه الخصوص، ... للحفاظ على أكواد تدقيق المستخدم والتحقق المركزي، لدعم مراجعة تصدير عامل قاعدة بيانات التعليقات، وللعمل الفني وراء إنشاء مواقع ويكي جديدة". | [ 18 ] |
| 2024  | —    | سيدهارث فيبي |                                           | | [ 19 ] |

## مساهم الوسائط لهذا العام (الوسائط المتعددة التفاعلية سابقًا)
| العام | صورة | الفائز               | المشروع الرئيسي   | السبب | مرجع          |
| ----- | ---- | -------------------- | ----------------- | --- | ------------- |
| 2021  |      | أنانيا موندال        | ويكيميديا كومنز   | | [ 37 ] [ 38 ] |
| 2022  |      | آني راوردا           | أعماق ويكيبيديا   | استخدمت وسائل إبداعية على مواقع التواصل الاجتماعي للتعريف بمشاريع ومجتمعات ويكيميديا. بدأت حساب «أعماق ويكيبيديا» (بالإنجليزية: Depths of Wikipedia) الذي تابعه الملايين عبر إنستغرام وتويتر وتيك توك. | [ 17 ]        |
| 2023  |      | باكس أهيمسا جيثين    |                   | قام جيثين بتحميل الصور إلى ويكيميديا كومنز، مع التركيز على ثقافة مجتمع الميم، وهو مشارك نشط في دراسات مشروع ويكي مجتمع الميم في ويكيبيديا الإنجليزية.                                                  | [ 18 ]        |
| 2024  |      | يلماز جانر أوزيايقجي | ويكيبيديا التركية | ساعد أوزيايقجي في تصميم رسومات العديد من مؤتمرات ويكيميديا. وهو أيضًا أحد مؤسسي جمعية الصداقة اليابانية التركية في ويكيميديا.                                                                           | [ 19 ]        |
| 2025  |      | فيرا دي كوك          | ويكيميديا كومنز   | دي كوك مصورة ومبرمجة، وقد قامت برفع أكثر من 85,000 ملف على ويكيميديا كومنز. | [ 39 ]        |

## أفضل صاحب صلاحية مُتقدمة
| العام | صورة | الفائز      | المشروع الرئيسي      | السبب | مرجع   |
| ----- | ---- | ----------- | -------------------- | --- | ------ |
| 2024  |      | ڤيرا موتُركو | ويكيبيديا الأوكرانية | موتوركو هي إحدى إداريات ويكيبيديا الأوكرانية، حيث تُساهم بعض المهام البسيطة، مثل ترجمة واجهة المستخدم وتنسيق الصفحات. | [ 19 ] |